# Голландский булинь
Голла́ндский були́нь (левосторонний, леворукий, ковбойский, нидерл. paalsteek — «па́ловый (швартовный) узел»; англ. Left-Hand Bowline Knot) или бесе́дочный у́зел — разновидность булиня (беседочного узла). В основе голландского булиня — разносторонний узел. Используют на голландском флоте, в основном, для привязывания корабля к палу причала, о чём свидетельствует голландское название узла «па́ловый» (paalsteek). Голландские моряки утверждают, что «голландский» булинь лучше булиня обычного, так как ходовой конец каната не может выжиматься из узла самой петлёй. В книге узлов Эшли утверждается, что голландский булинь — ненадёжен.
Основное отличие голландского булиня от булиня обычного — в расположении ходового конца троса по отношению к петле. Также голландский булинь, в отличие от булиня, якобы лучше выдерживает нагрузки на разрыв петли.
Считается, что голландский (левосторонний) булинь более удобен для завязывания левшам, чем правосторонний булинь.

Левосторонний ложный ткацкий узел (Bastard Weaver’s Knot) — неправильный; ходовые концы нитей — на разных сторонах узла

Сравнение булиня (слева) и голландского булиня (справа):
a) свободный конец троса; б) направление нагрузки

## Способ завязывания

Последовательный способ завязывания голландского булиня
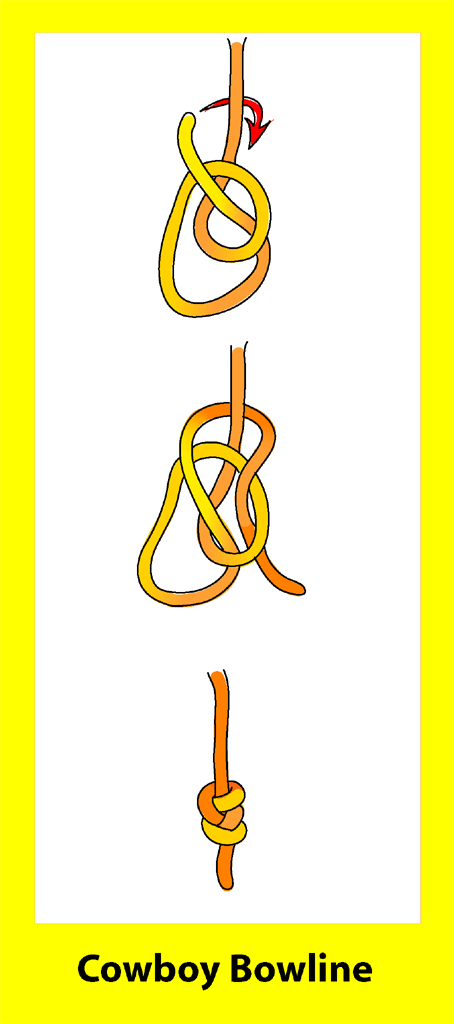
Способ завязывания голландского булиня

Существуют несколько способов завязывания голландского булиня:
- Вокруг опоры

- последовательный способ завязывания концом — сделать колышку на коренном конце, вставить снизу ходовой конец в колышку, обнести коренной конец и вставить в колышку, затянуть;
- из бегущего простого узла — сделать бегущий простой узел, вставить ходовой конец, затянуть;
- из штыка — сделать пару полуштыков ходовым концом троса на коренном, потянув за ходовой конец и петлю образовать полуштык, второй полуштык распустить и вставить в первый, затянуть.

- На руках

- завязать штык, не затягивая; поднять ходовой конец верёвки вверх, и зажав с первым полуштыком, потянуть за коренной конец, образовав голландский булинь на руке;
- завязать штык, не затягивая; поднять ходовой конец верёвки вверх, вставить в петлю узла, провести над первым полуштыком, и вставить между полуштыками; зажав ходовой конец верёвки с петлёй, потянуть нижнюю петлю у коренного конца, образовав голландский булинь.

## Применение
Голландский булинь, как и обычный, используется там, где необходима незатягивающаяся при любой нагрузке петля, в частности:
- при швартовке парусного корабля вместо булиня, как считает Эшли — по ошибке[17][2];
- для страховки матроса за бортом парусного корабля[2];
- вместо огона на кнехтах, палах и гаках[2].

## Булини
- Беседочный узел
- Голландский булинь
- Полуторный булинь
- Водный булинь
- Двойной булинь
- Бегущий булинь
- Два встречных беседочных узла[фр.]
- Двойной беседочный узел
- Тройной булинь[англ.]
- Встречный булинь
- Двойной беседочный узел
- Португальский булинь
- Испанский булинь
- Казачий узел
- Калмыцкий узел
- Эскимосский булинь
- Односторонняя восьмёрка